# Yamaha Corporation
De Yamaha Corporation, opgericht in 1887, is een Japanse fabrikant van muziekinstrumenten en professionele en consumentenaudio- en videoapparatuur. Yamaha is sinds 1954 ook actief in een eigen muziekonderwijssysteem. Daarnaast is Yamaha eigenaar van muziek-en-geluidsopname-softwarebedrijf Steinberg en geluidseffectenfabrikant Line 6.

## Geschiedenis

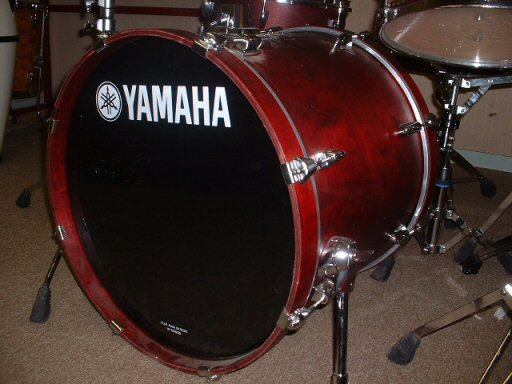
Yamaha bass drum

Het bedrijf is in 1889 opgericht door Torakusu Yamaha onder de naam Yamaha Organ Manufacturing Company. Het bedrijf werd in 1897 omgezet in een N.V. met de naam Nippon Gakki Co. Ltd. waarvan Torakusu Yamaha directeur werd. In 1987 werd ter gelegenheid van het 100-jarig bestaan de naam veranderd in 'Yamaha Corporation'. Het is gevestigd in Hamamatsu. De voormalige dochteronderneming Yamaha Motor Company is een bekende fabrikant van motorfietsen en andere gemotoriseerde voer- en vaartuigen en motorblokken.
Aanvankelijk bouwde Yamaha, zoals vele Japanse producenten in die tijd, goedkope kopieën van westerse merken, later volgde ook originele productie. Het logo van Yamaha bestaat uit drie ineengestoken stemvorken.

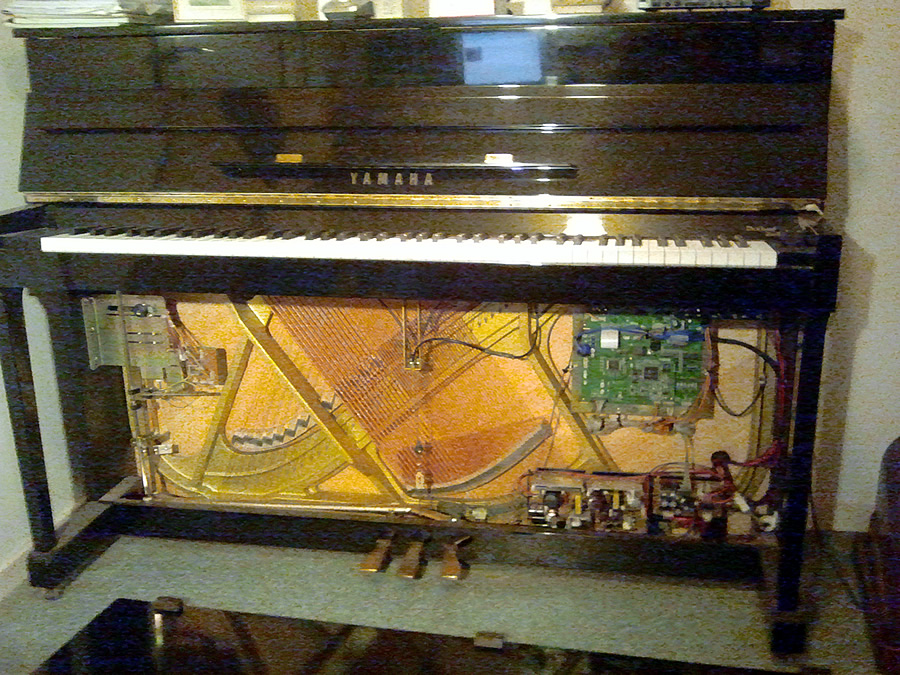
Een Yamaha Disklavier
De binnenzijde is zichtbaar gemaakt door de onderklep uit de piano te halen. Te zien is rechtsonder de computer die de sensoren onder de toetsen aftast en de signalen naar een geluidskaart kan sturen. Het instrument is zowel akoestisch (via de snaren) als digitaal (via de hard- en software) te gebruiken.

## Muziekinstrumenten van Yamaha
Yamaha bouwt onder andere:
- toetsinstrumenten: zoals piano's en vleugels (zowel akoestisch, silent als digitaal), keyboards en andere elektronische toetsinstrumenten
- synthesizers: zowel fysieke apparaten als computerprogramma's (zoals de spraak- en zangsynthesizer 'Vocaloid')
- strijkinstrumenten: zoals violen, celli (zowel akoestisch, silent als digitaal)
- gitaren: diverse soorten (zowel akoestisch, silent als elektrisch)
- koper- en houtblaasinstrumenten: (zoals saxofoons, fluiten, klarinetten, hobo's, trompetten en dergelijke)
- marching-band-instrumenten: (voor bijvoorbeeld fanfarekorpsen)
- slaginstrumenten: drums en diverse percussieinstrumenten (zoals pauken, marimba's, xylofoons, tomtoms, vibrafoons, chimes en dergelijke)

De silent-systemen van Yamaha worden op diverse instrumenten toegepast. Het silent-systeem maakt het mogelijk om op een normaal instrument te spelen, waarbij louter de geluidsproductie verloopt via gesamplede geluiden, in plaats van de originele geluidsbron. Zo kan men op een silent piano (een normale piano met ingebouwd silentsysteem) gewoon de toetsen en pedalen bespelen, maar raakt de hamer de snaar niet. De beweging van de toets wordt dan met behulp van ingebouwde sensoren vertaald naar het afspelen van een bijpassend sample. Deze systemen maken het ook mogelijk om in plaats van akoestisch "via de koptelefoon" te spelen, en om het gespeelde op te nemen.
Een aparte groep binnen Yamaha's muziekinstrumenten vormen de zogeheten elektronische entertainmentinstrumenten, zoals de TENORI-ON, een ledpaneel met 16x16 ledschakelaars, waarmee intuïtief en ook met visuele hulp kan worden gemusiceerd.

### Bekende synthesizers
- Yamaha DX1, DX7
- Yamaha CS-80
- Yamaha Motif
- Yamaha S80
- Yamaha SY77

### Bekende piano’s
- Yamaha U-serie (U1, U3, U5), grote upright piano's gericht op klassieke muziek.
- Yamaha CP70 en CP80, analoge elektrische vleugels met snaren en opnemers uit de jaren 1970 en 1980, gericht op de professionele podiummuzikant.
- Yamaha Clavinova, een serie digitale piano's.

### Bekende gitaarlijnen

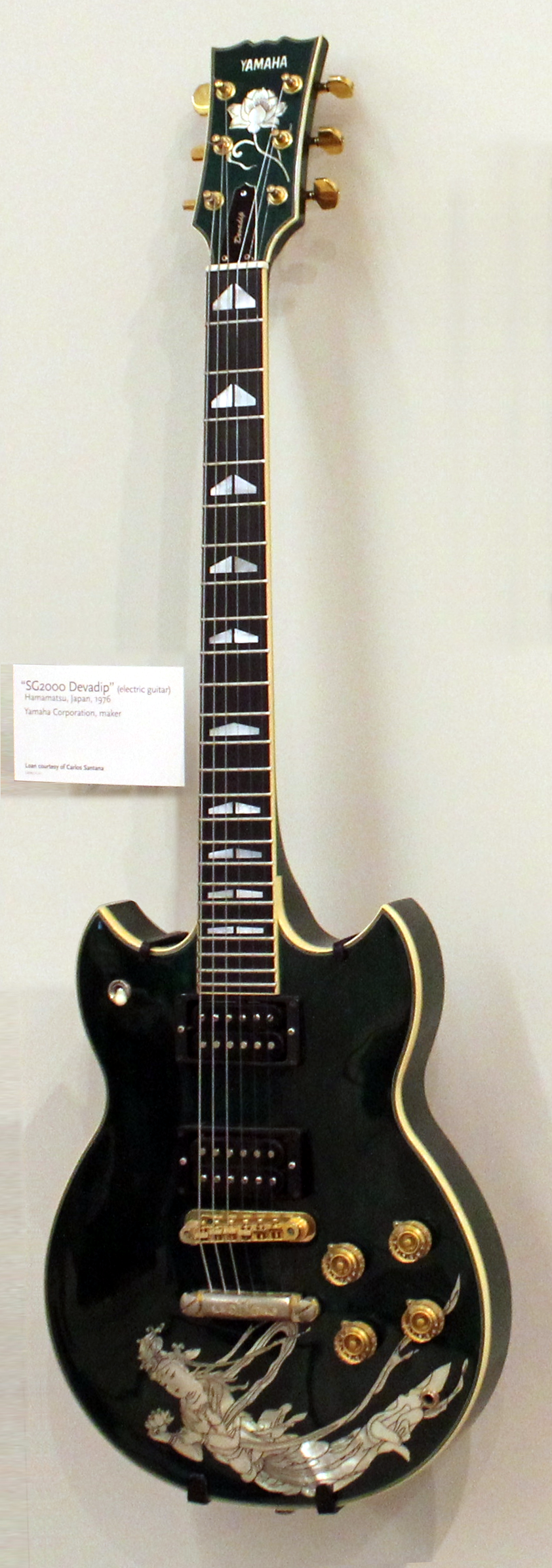
De Yamaha SG2000 van Carlos Santana

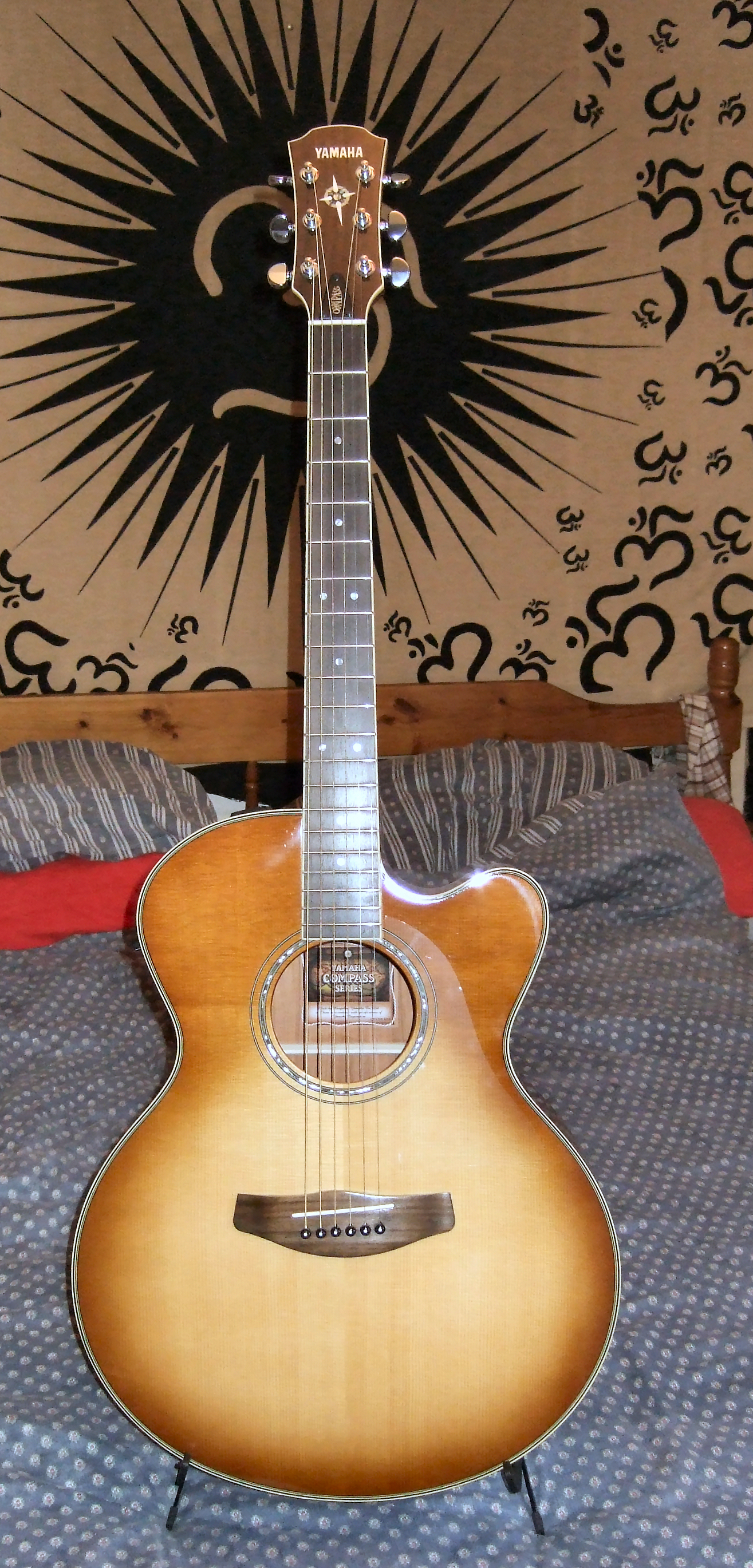
Yamaha CPX-700

- Yamaha SG, lijn elektrische gitaren uit de periode 1976-1988. Bekend van Carlos Santana (SG2000). Vanaf 2010 werd de gelimiteerde hoogwaardige SG1800-lijn in Japan geproduceerd.
- Yamaha Pacifica, lijn simpele elektrische gitaren die losjes op Stratocasters en Telecasters zijn gebaseerd. Bekend van o.a. Mike Stern. De lijn bevatte lange tijd vooral gitaren van het niveau instapmodel tot in het hoge middensegment. In 2024 presenteerde Yamaha een nieuwe "Professional" serie binnen de Pacifica-lijn waarmee ze de lijn ook in het topsegment willen brengen.
- Yamaha CPX (compass series), lijn populaire elektro-akoestische medium-jumbo's. Van instap tot professioneel niveau.
- Yamaha APX, lijn populaire elektro-akoestische gitaren met ovale klankgaten en een kleinere klankkast dan de CPX-gitaren. Van instap tot professioneel niveau. In de jaren 1990 werden er ook nylonsnarige APX-gitaren gemaakt. Sinds de introductie tweede APX-lijn zijn de nylonsnarige gitaren met die vormgeving een aparte lijn genaamd NTX geworden.
- Yamaha F-lijn (incl. FX, FG, FGx, FS, FSx, FJ en FJx-sublijnen), western gitaren gericht op de amateurgitarist. Hoewel de in 1966 geïntroduceerde F, die later FG werd genoemd, sterk op een Dreadnought lijkt gaat Yamaha er prat op dat hun Folk Guitar geen Dreadnought is omdat de FG een eigen ontwerp is en niet van de Martin D18/D28 is nagemaakt de licht getailleerde FG wijkt qua vorm ook af van de dreadnought die helemaal geen versmalling heeft. De FG vormde de basis voor de hoogwaardige A- en LL-modellen. Van de F-lijn kwam in 2019 ook een hoogwaardige lijn op de markt die naast de reeds bestaande F-lijn bestaat. Sommige vroege modellen van deze serie uit de zogeheten red label-periode zijn gewild bij een specifieke groep liefhebbers van vintage gitaren.[1][bron?]
- Yamaha A-lijn (A en AC modellen), elektro-akoestische westerngitaren (Dreadnought-achtige en Orchestra-modellen met een iets minder diepe klankkast gericht op de (semi)professionele gitarist. De A is afgeleid van Yamaha’s FG modellen, en de AC van de FS-serie maar wijken er genoeg van af om niet tot die series te behoren.
- Yamaha L-lijn (LL, LJ en LS), al dan niet versterkbare westerngitaren met een volledige klankkast-diepte gericht op de (semi)professionele gitarist.
- Yamaha Revstar, een serie elektrische gitaren die veel overeenkomsten vertoont met de Yamaha SG-serie, maar een asymmetrische vorm hebben zoals de Yamaha Super Flighter had. In 2022 werd de serie vernieuwd; Er zitten sindsdien gewichtbesparende resonantieholtes in de gitaren. Chris Buck is een vervend gebruiker van modellen uit zowel de eerste als de tweede serie.
- Yamaha RGX, lijn elektrische gitaren (Superstrats) gericht op moderne rock stijlen en jazz fusion.
- NTX-, CGX- en NCX-lijnen, electroakoestische nylonsnarige gitaren
- Yamaha Silent Guitar en Silent Violin een serie instrumenten die geen klankkast heeft maar met behulp van piëzo-elementen en op de duurdere uitvoeringen digitale modelingtechniek uitversterkt als een echt akoestisch instrument klinken.

## Overige producten
Yamaha vervaardigt ook diverse muziekproductietools en hulpmiddelen:
- Stagepiano's
- Synthesizermodules
- Toongeneratoren
- Pc-interfaces
- Mixstudio's
- Mengpanelen
- Sequencers en drumcomputers
- Draagbare opnameapparaten
- Studiomonitoren
- Accessoires, zoals pedalen, usb- en midi-interfaces, apps, koptelefoons, controllers, voetschakelaars en adapters

## Yamaha muziekonderwijs
Sinds de jaren zestig van de 20ste eeuw is Yamaha actief op het gebied van muziekeducatie. Yamaha heeft over de hele wereld eigen muziekscholen. De Yamaha Music Foundation of Europe stelt elk jaar in elk land van Europa een studiebeurs ter beschikking voor talentvolle jonge muziekstudenten aan een conservatorium. Ook heeft Yamaha de Yamaha Blazersklas ontwikkeld: muziekonderwijs op school waarbij leerlingen samen leren spelen op blaasinstrumenten.

## Yamaha Artist Services
Yamaha heeft een dochteronderneming die gericht is op professionele artiesten. Deze onderneming genaamd Yamaha Artist Services die meerdere locaties heeft beschikt over show rooms met professionele instrumenten en een custom shop waar instrumenten worden aangepast of ontworpen en gebouwd voor beroemde muzikanten. De aanpassingen en ontwerpen vloeien dikwijls terug naar het moederbedrijf dat deze in serie producten en signatuur-instrumenten verwerkt. Dit bedrijf is ook verantwoordelijk voor artist-endorsements.
Onder de artiesten die een endorsement van Yamaha hebben of hadden zijn onder meer:
- Nathan East
- Elton John
- Mike Stern
- Chris Buck
- Matteo Mancuso